# Maikop
Maikop (en ruso: Майкоп; adigué: Мыекъуапэ / Myequape) es capital de la república de Adigueya y ciudad industrial del suroeste de Rusia. Situada en la región de Cáucaso norte, 291 km al sur de Rostov del Don y 100 km al sureste de Krasnodar. Se halla en las estribaciones septentrionales de la cordillera del Cáucaso, a orillas del río Bélaya, afluente del Kubán. Es cabeza del ókrug urbano de la ciudad de Maikop, al que pertenecen Jánskaya, Gaverdovski, Kósinov, Podgorni, Rodnikovi, Séverni, Vesioli y Západni.

## Topónimo
El nombre de la ciudad proviene del adigué «мыекъуапэ» [myek-uape] que significa "el valle de los manzanos florecidos" o "el valle de los manzanos silvestres".

## Historia

Maikop en un mapa del río Kubán

Fundada como fortaleza rusa de los cosacos de Kubán en territorio adigués en 1857, jugaría un papel importante en el desenlace de la Guerra del Cáucaso entre 1858 y 1863. Le fue otorgado el estatus de ciudad en 1870.
En 1897, en el cruce de dos calles de la ciudad de Maikop, se descubrió enterrado un kurgán (túmulo) de 11 metros de altura. El túmulo recubría una cámara funeraria que guardaba los restos de un hombre de alto rango ―un jefe o rey de la cultura de Maikop―, de acuerdo a la riqueza de los objetos encontrados a su lado (dieciséis vasijas en oro y plata, piezas de vestido cosidas con hilos de oro, perlas de turquesa y cornalina). La tumba contenía además útiles y recipientes de cobre. Los restos de una mujer y de otro hombre, sin duda sus sirvientes, se encuentran en la tumba. Las piezas de metal tienen un fuerte contenido en níquel, que el cobre del Cáucaso no tiene, por lo que se puede suponer que el metal proviniera de Asia Central, Anatolia o Irán. El conjunto funerario incluía un caballo, domesticado en el iv milenio a. C., leones y bóvidos.
En 1911, se descubrió petróleo en las cercanías de la ciudad. Sobrevino un gran desarrollo. Desde 1936, Maikop fue el centro administrativo del Óblast Autónomo Adigués en la Unión Soviética. La ciudad y sus pozos petrolíferos fueron dañados durante la Segunda Guerra Mundial, cuando la región fue ocupada por los alemanes (Operación Blau) el 9 de agosto de 1942 hasta el 29 de enero de 1943, en que fue liberada por las tropas del Ejército Rojo.
Tras la contienda, no obstante, Maikop recuperó pronto su posición como uno de los grandes centros petrolíferos de Rusia. Desde 1991, es capital de la República de Adiguesia de la Federación de Rusia.
Al sur de la ciudad, cerca del río Bélaya se encuentra el complejo militar de la 131.ª brigada de fusileros motorizada del distrito militar del Cáucaso Norte, que participó en la primera guerra chechena.

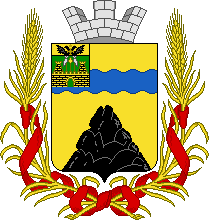
Escudo (1875).
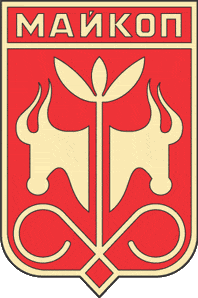
Escudo (1970).

Esta localidad es sede de un instituto pedagógico y de un museo histórico.

## Demografía
| Gráfica de evolución de Maikop entre 1897 y 2020 |
|                                                  |

### Composición étnica de la población
Grupos étnicos de la ciudad en 2002:
- Rusos (72.59 %)
- Adigués (16.65%)
- Armenios (2.99 %)
- Ucranianos (2.52 %)

## Organización político-administrativa
Maikop es un ókrug urbano municipal (Ciudad de Maikop), en el que están englobados las siguientes localidades rurales bajo su jurisdicción:
- Jútors de Gaverdovski, Kósinov y Vesioli.
- Stanitsa de Jánskaya.
- Asentamientos de Podgorni, Rodnikovi, Séverni y Západni.

## Transporte
Cuenta con dos aeropuertos: Maikop y Jánskaya, que no se ocupan de los transportes aéreos civiles. Hay una estación del sistema del ferrocarril del Cáucaso Norte, con 5 líneas de autobús, 12 de trolebuses (50 trolebuses, extensión de las líneas — 38,7 km) y taxis con itinerario o marshrutkas (más de 30 rutas).

## Educación
En Maikop se hallan la Universidad Estatal de Adiguesia y la Universidad Tecnológica Estatal de Adiguesia. Hay varias instalaciones de educación profesional.

## Clima
| Parámetros climáticos promedio de Maikop | Parámetros climáticos promedio de Maikop | Parámetros climáticos promedio de Maikop | Parámetros climáticos promedio de Maikop | Parámetros climáticos promedio de Maikop | Parámetros climáticos promedio de Maikop | Parámetros climáticos promedio de Maikop | Parámetros climáticos promedio de Maikop | Parámetros climáticos promedio de Maikop | Parámetros climáticos promedio de Maikop | Parámetros climáticos promedio de Maikop | Parámetros climáticos promedio de Maikop | Parámetros climáticos promedio de Maikop | Parámetros climáticos promedio de Maikop |
| Mes                                      | Ene.                                     | Feb.                                     | Mar.                                     | Abr.                                     | May.                                     | Jun.                                     | Jul.                                     | Ago.                                     | Sep.                                     | Oct.                                     | Nov.                                     | Dic.                                     | Anual                                    |
| ---------------------------------------- | ---------------------------------------- | ---------------------------------------- | ---------------------------------------- | ---------------------------------------- | ---------------------------------------- | ---------------------------------------- | ---------------------------------------- | ---------------------------------------- | ---------------------------------------- | ---------------------------------------- | ---------------------------------------- | ---------------------------------------- | ---------------------------------------- |
| Temp. máx. media (°C)                    | 3.9                                      | 5.8                                      | 11.0                                     | 18.2                                     | 22.6                                     | 26.2                                     | 28.5                                     | 28.9                                     | 24.3                                     | 17.3                                     | 12.3                                     | 6.9                                      | 17.2                                     |
| Temp. mín. media (°C)                    | -4.9                                     | -3.3                                     | 0.4                                      | 6.9                                      | 11.0                                     | 14.4                                     | 16.7                                     | 16.0                                     | 11.9                                     | 6.3                                      | 2.8                                      | -1.3                                     | 6.4                                      |
| Precipitación total (mm)                 | 60                                       | 41                                       | 51                                       | 58                                       | 73                                       | 89                                       | 70                                       | 58                                       | 62                                       | 75                                       | 66                                       | 69                                       | 772                                      |
| Fuente: meteoinfo.ru (en ruso)           |                                          |                                          |                                          |                                          |                                          |                                          |                                          |                                          |                                          |                                          |                                          |                                          |                                          |